# Barry Tallackson
Barry T. Tallackson (* 14. April 1983 in Grafton, North Dakota) ist ein ehemaliger US-amerikanischer Eishockeyspieler, der im Verlauf seiner aktiven Karriere zwischen 2001 und 2018 unter anderem 402 Spiele für die Augsburger Panther und Eisbären Berlin in der Deutschen Eishockey Liga (DEL) auf der Position des rechten Flügelstürmers bestritten hat. Mit den Eisbären Berlin gewann Tallackson in den Jahren 2012 und 2013 die Deutsche Meisterschaft. Darüber hinaus absolvierte er weitere 315 Partien in der American Hockey League (AHL) und stand in 20 Begegnungen für die New Jersey Devils in der National Hockey League (NHL) auf dem Eis.

## Karriere
Tallackson begann seine Karriere als Eishockeyspieler beim USA Hockey National Team Development Program, für das er von 1999 bis 2001 jeweils ein Jahr lang in den Juniorenligen North American Hockey League (NAHL) und United States Hockey League (USHL) aktiv war. Anschließend besuchte er vier Jahre lang die University of Minnesota, für deren Eishockeymannschaft er parallel spielte. Mit dieser gewann er in den Jahren 2002 und 2003 jeweils die nationale Collegemeisterschaft der National Collegiate Athletic Association (NCAA) sowie in den Jahren 2003 und 2004 jeweils die Meisterschaft der Western Collegiate Hockey Association (WCHA) in Form der Broadmoor Trophy. In seiner Zeit als Universitätsspieler wurde er im NHL Entry Draft 2002 in der zweiten Runde als insgesamt 53. Spieler von den New Jersey Devils aus der National Hockey League (NHL) ausgewählt. Gegen Ende der Saison 2004/05 gab der Flügelspieler für New Jerseys Farmteam, die Albany River Rats, aus der American Hockey League (AHL) sein Debüt im professionellen Eishockey. Dabei erzielte er in vier Spielen ein Tor und eine Vorlage.
Von 2005 bis 2009 kam Tallackson in jeder Spielzeit für die New Jersey Devils in der NHL zum Einsatz, in der er jedoch nur sporadisch eingesetzt wurde. Insgesamt erzielte er in 20 Spielen ein Tor und eine Vorlage. Die restliche Zeit verbrachte er bei deren Farmteams Albany River Rats und Lowell Devils in der AHL. Nachdem er die Spielzeit 2009/10 ausschließlich beim AHL-Team der Peoria Rivermen verbracht hatte, erhielt er für die folgende Spielzeit einen Vertrag bei den Augsburger Panthern in der Deutschen Eishockey Liga (DEL). In seiner ersten DEL-Saison 2010/11 war er nicht nur einer der punktbesten Spieler der Panther, sondern bildete zusammen mit seinem Sturmpartner Darin Olver auch eines der besten Angriffsduos der Liga. So reichten Tallacksons 55 Scorerpunkte zum vierten Platz in der Scorerwertung der Hauptrunde und mit 29 Toren war er sogar hinter Michael Wolf der zweitbeste Torschütze der Saison.
Zur folgenden Spielzeit 2011/12 wechselten das erfolgreiche Augsburger Sturmduo zum amtierenden Deutschen Meister Eisbären Berlin. In seiner ersten Spielzeit für den Hauptstadtklub konnte er nicht nur mit diesem die Meisterschaft verteidigen, sondern war hinter Olver auch zweitbester Scorer seines Teams. In den Playoffs war der US-Amerikaner mit 17 Punkten sogar wertvollster Spieler und konnte sich auch in den beiden entscheidenden Spielen gegen die Adler Mannheim in die Torschützenliste eintragen. Auch in der Folgesaison 2012/13 konnte Tallackson als drittbester Scorer der Mannschaft hinter André Rankel und T. J. Mulock seinen Beitrag zum erneuten Meisterschaftsgewinn der Berliner leisten. Noch weitere vier Spielzeiten lief er für die Eisbären auf, in denen er unter anderem in der Saison 2013/14 mit 18 Toren bester Torschütze seiner Mannschaft in der Hauptrunde war und in der Spielzeit 2015/16 hinter Olver zweitbester Scorer der Berliner war. Zur Saison 2016/17, in der Tallackson erstmals beim Hauptstadtverein nicht mit Olver in einer Angriffsreihe spielte, erreichte er nicht mehr die Punktzahlen der vorangegangenen Spielzeiten.
Im Sommer 2017 wurde nach 375 Spielen für Berlin sein noch laufender Vertrag aufgelöst und Tallackson wechselte zur japanischen Mannschaft Ōji Eagles, die am Spielbetrieb der Asia League Ice Hockey (ALIH) teilnahm. Nach der Spielzeit 2017/18 beendete der 35-Jährige seine aktive Laufbahn.

### International
Für die USA nahm Tallackson im Juniorenbereich an der U18-Junioren-Weltmeisterschaft 2001 sowie der U20-Junioren-Weltmeisterschaft 2003 teil. Ebenso lief er bei der World U-17 Hockey Challenge 2000 auf. Sein Debüt in der A-Nationalmannschaft feierte er im Rahmen des Deutschland Cups 2011.

## Erfolge und Auszeichnungen
| - 2002 NCAA-Division-I-Championship mit der University of Minnesota - 2003 Broadmoor-Trophy-Gewinn mit der University of Minnesota - 2003 NCAA-Division-I-Championship mit der University of Minnesota | - 2004 Broadmoor-Trophy-Gewinn mit der University of Minnesota - 2012 Deutscher Meister mit den Eisbären Berlin - 2013 Deutscher Meister mit den Eisbären Berlin |

## Karrierestatistik

### International
Vertrat die USA bei:
- World U-17 Hockey Challenge 2000
- U18-Junioren-Weltmeisterschaft 2001
- U20-Junioren-Weltmeisterschaft 2003

(Legende zur Spielerstatistik: Sp oder GP = absolvierte Spiele; T oder G = erzielte Tore; V oder A = erzielte Assists; Pkt oder Pts = erzielte Scorerpunkte; SM oder PIM = erhaltene Strafminuten; +/− = Plus/Minus-Bilanz; PP = erzielte Überzahltore; SH = erzielte Unterzahltore; GW = erzielte Siegtore; 1 Play-downs/Relegation; Kursiv: Statistik nicht vollständig)